# Лекции за Богочовечеството (Соловьов)
„Лекции за Богочовечеството“ (на руски: Чтения о Богочеловечестве) е съчинение на руския философ Владимир Соловьов. Писано е през периода 1877 – 1881 г. и представлява цикъл от 12 лекции, четени в Санкт Петербург. Първата лекция е четена на 29 януари 1878 г., като сред присъстващите са Фьодор Достоевски, Лев Толстой и др.